# Aquilegia olympica

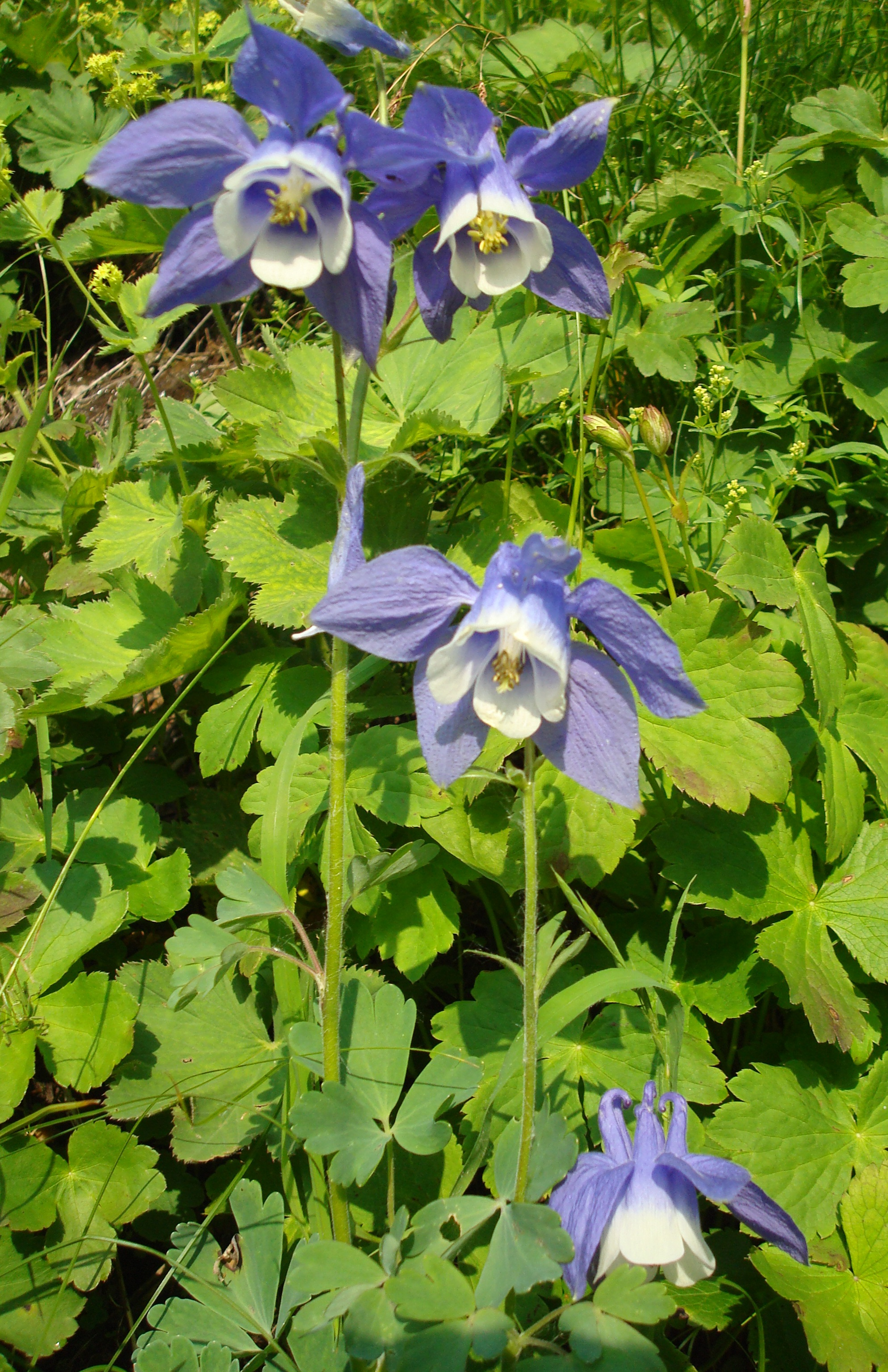
Aquilegia olympica

Aquilegia olympica és una espècie de planta del gènere Aquilegia que pertany a la família de les ranunculàcies.
És una planta herbàcia perenne i que pot arribar a créixer de 30 a 50, rarament fins a 80 centímetres d'alçada. Les flors són bicolors. Les bràctees florals tenen una mida de 20 a 45 × 13 a 20 mil·límetres i de color blau a morat. La placa té una llargada de 14 a 20 mil·límetres i és blanquinosa. L'esperó fa de 15 a 20 × 5 a 9 mil·límetres de diàmetre a la part inferior i és de color blau a violeta. Els estams són gairebé tan llargs com la placa i les anteres són fosques. El temps de floració és al maig. Els fruits de cinc a vuit tenen una llargada de 20 a 30 mil·límetres.
El nombre de cromosomes és 2n = 14.
Creix al Caucas, Transcaucàsia, nord de Turquia i nord de l'Iran. L'espècie creix en boscos, matolls i en prats humits a altituds de 1220 a 3645 metres.
De vegades, Aquilegia olympica s'empra com a planta ornamental per a jardins de roca i grups d'arbres. Ha estat en cultiu des de 1896.